# الفزاعة (فلم 1920)
الفزاعة (بالإنجليزية:The Scarecrow) أو خيال المآتة هو فيلم كوميدي أمريكي صامت قصير أنتج في سنة 1920 بطولة باستر كيتون وإخراج وتأليف كيتون وإدوارد إف كلاين.

## طاقم التمثيل
- باستر كيتون
- إدوارد إف كلاين
- لوك الكلب
- جو كيتون
- جو روبرتس
- سيبيل سيلي
- آل سانت جون
- ماري أستور

## وصلات خارجية
- الفيلم القصير The Scarecrow متوفر للتحميل من موقع أرشيف الإنترنت [المزيد]
- الفزاعة على موقع IMDb (الإنجليزية)
- الفزاعة على موقع روتن توميتوز (الإنجليزية)
- الفزاعة على موقع ألو سيني (الفرنسية)
- الفزاعة على موقع أول موفي (الإنجليزية)
- الفزاعة على موقع قاعدة بيانات الفيلم (الإنجليزية)
- الفزاعة على موقع ليتربوكسد (الإنجليزية)
- الفزاعة على موقع كينوبويسك (الروسية)
- The Scarecrow on يوتيوب
- The Scarecrow على موقع أول موفي.